# Palla

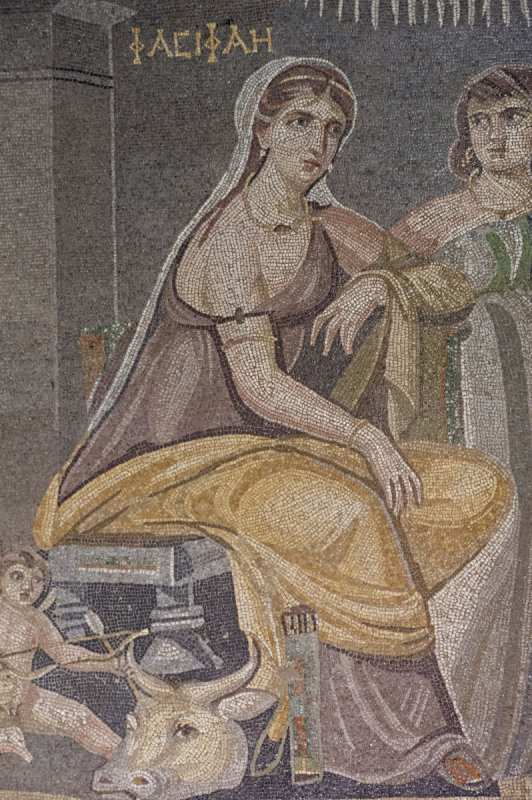
Mosaico Romano que representa a la diosa griega Pasífae, llevando stola y palla. Mosaico Romano De Zeugma, Turquía.

La palla es una prenda tradicional de la Antigua Roma que llevaban las mujeres. Se trataba de un manto o chal que se colocaba sobre prendas exteriores, como las stolas, y se recogía con fíbulas o alfileres, normalmente sobre el hombro izquierdo. Con ella sobre los hombros, podía caer uno de sus extremos casi hasta los pies, se enrollaba al cuerpo o se usaba para cubrir la cabeza. Para los hombres, se denominaba palio (pallium).
De una sola pieza de material drapeado, su forma era rectangular y no semicircular como la toga tradicional y podía tener múltiples colores, incluyendo azules, verdes y amarillos.
La palla procede de la vestimenta griega llamada himatión (himatio) y es más pequeña que su inmediato antecesor, el ricinium, una especie de manto que cubría el cuerpo, de la cabeza a los pies, al ir sujeta al pelo. La palla, más ligera, podía servir como chal, bufanda o cubrir la cabeza como una capucha.